# Parrocchie della diocesi di Novara

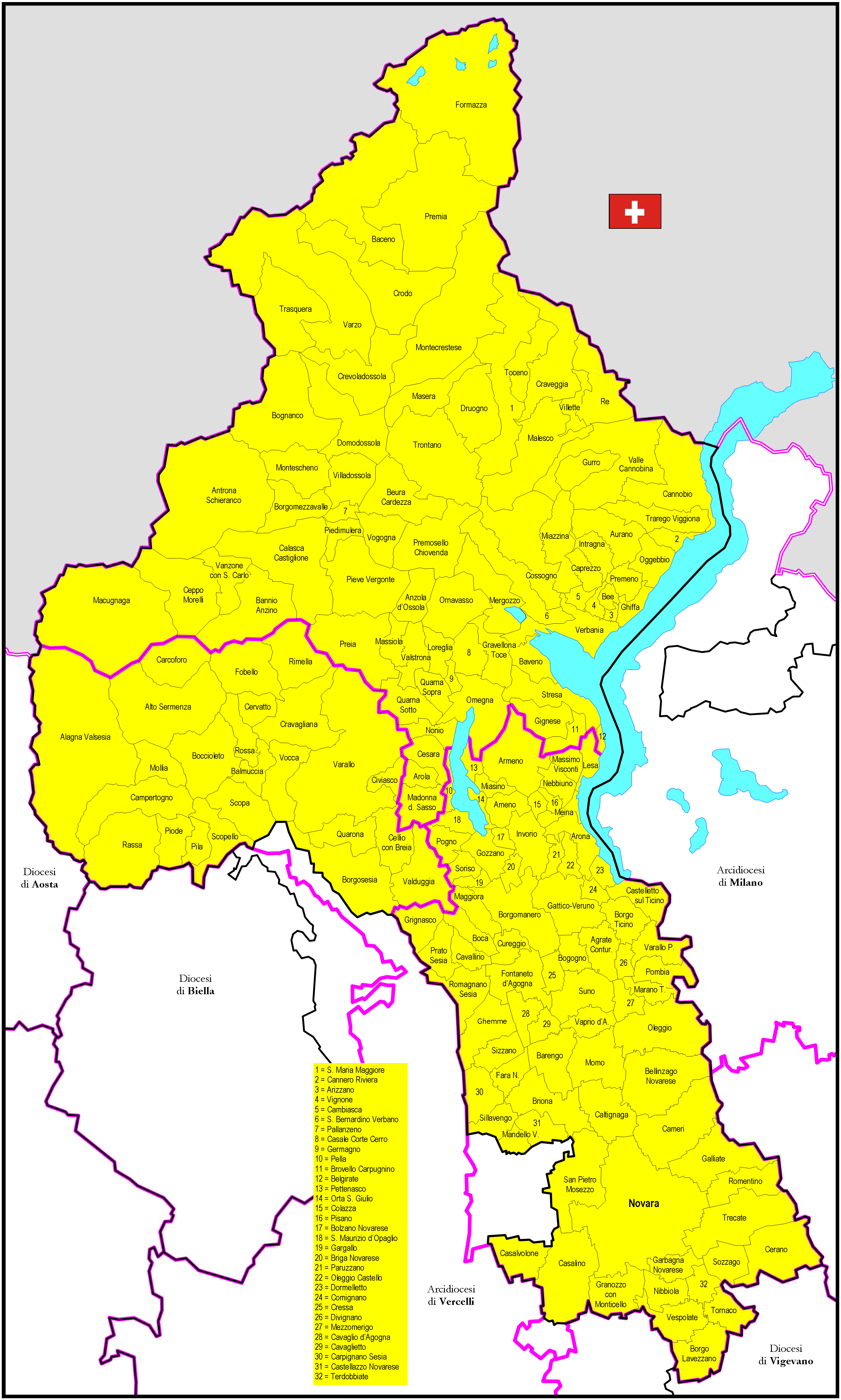
Il territorio della diocesi

Le parrocchie della diocesi di Novara sono 346.

## Vicariati
La diocesi è organizzata in sei vicariati, a loro volta ripartiti in unità pastorali, che in totale sono 27. 

### Vicariato di Novara

#### Unità pastorale di Novara Sud
| Parrocchia                                    | Patrono                          | Comune | Frazione/Quartiere | Web |
| --------------------------------------------- | -------------------------------- | ------ | ------------------ | --- |
| Novara - Cattedrale                           | Santa Maria Assunta              | Novara | centro             |     |
| Novara - Sacro Cuore                          | Sacro Cuore di Gesù              | Novara | centro             |     |
| Novara - Sacra Famiglia                       | Sacra Famiglia                   | Novara | centro             |     |
| Novara - San Francesco                        | San Francesco d'Assisi           | Novara | sud                |     |
| Novara - San Gaudenzio                        | San Gaudenzio di Novara          | Novara | centro             |     |
| Novara - San Marco                            | Santi Matteo e Marco             | Novara | centro             |     |
| Novara - San Michele all'Ospedale             | San Michele Arcangelo            | Novara | centro             |     |
| Novara - San Pietro al Rosario                | San Pietro                       | Novara | centro             |     |
| Novara - SS. Trinità e S. Maria al Monserrato | Santissima Trinità e Santa Maria | Novara | centro             |     |
| Novara - Sant'Eufemia                         | Sant'Eufemia                     | Novara | centro             |     |
| Torrion Quartara                              | Sant'Eustachio                   | Novara | Torrion Quartara   |     |

#### Unità pastorale di Novara Est
| Parrocchia            | Patrono                       | Comune | Frazione/Quartiere | Web |
| --------------------- | ----------------------------- | ------ | ------------------ | --- |
| Novara - San Giuseppe | San Giuseppe                  | Novara | centro             |     |
| Novara - Sant'Agabio  | Sant'Agabio di Novara Vescovo | Novara | Sant'Agabio        |     |
| Bicocca               | Beata Vergine Maria           | Novara | Bicocca            |     |
| Olengo                | Santa Maria della Neve        | Novara | Olengo             |     |
| Pernate               | Sant'Andrea Apostolo          | Novara | Pernate            |     |

#### Unità pastorale di Novara Nord
| Parrocchia                    | Patrono              | Comune | Frazione/Quartiere | Web |
| ----------------------------- | -------------------- | ------ | ------------------ | --- |
| Novara - Sant'Andrea Apostolo | Sant'Andrea Apostolo | Novara | centro             |     |
| Novara - Sant'Antonio         | Sant'Antonio         | Novara | Sant'Antonio       |     |
| Novara - San Rocco            | San Rocco Confessore | Novara | San Rocco          |     |
| Veveri                        | San Maiolo           | Novara | Veveri             |     |
| Vignale                       | Maria Regina Pacis   | Novara | Vignale            |     |

#### Unità pastorale di Novara Ovest
| Parrocchia                       | Patrono                           | Comune | Frazione/Quartiere | Web |
| -------------------------------- | --------------------------------- | ------ | ------------------ | --- |
| Novara - SS. Martino e Gaudenzio | Santi Martino e Gaudenzio Vescovi | Novara | San Martino        |     |
| Novara - Madonna Pellegrina      | Beata Vergine Maria               | Novara | San Paolo          |     |
| Novara - Santa Rita              | Santa Rita da Cascia              | Novara | Santa Rita         |     |

#### Unità pastorale di Novara Sud-Ovest
| Parrocchia           | Patrono                              | Comune                  | Frazione/Quartiere     | Web |
| -------------------- | ------------------------------------ | ----------------------- | ---------------------- | --- |
| San Pietro Mosezzo   | San Pietro Apostolo                  | San Pietro Mosezzo      | centro                 |     |
| Cameriano            | Santo Stefano Protomartire           | Casalino                | Cameriano              |     |
| Casalino             | Santi Pietro e Paolo                 | Casalino                | centro                 |     |
| Casalvolone          | San Pietro Apostolo                  | Casalvolone             | centro                 |     |
| Cesto-San Bernardino | Santi Bernardino, Quirico e Giulitta | San Pietro Mosezzo      | Cesto e San Bernardino |     |
| Granozzo             | Santa Maria Assunta                  | Granozzo con Monticello | Granozzo               |     |
| Lumellogno           | Santi Ippolito e Cassiano            | Novara                  | Lumellogno             |     |
| Monticello           | Santi Gervasio e Protasio            | Granozzo con Monticello | Monticello             |     |
| Mosezzo              | Santi Vito e Modesto                 | San Pietro Mosezzo      | Mosezzo                |     |
| Nibbia               | San Lorenzo Martire                  | San Pietro Mosezzo      | Nibbia                 |     |
| Pagliate             | Santi Pietro e Paolo                 | Novara                  | Pagliate               |     |
| Villata              | San Barnaba                          | Villata                 | centro                 |     |

### Vicariato dell'Ovest Ticino

#### Unità pastorale della Bassa Novarese
| Parrocchia        | Patrono                                  | Comune            | Frazione/Quartiere | Web |
| ----------------- | ---------------------------------------- | ----------------- | ------------------ | --- |
| Borgolavezzaro    | Santi Bartolomeo e Gaudenzio             | Borgolavezzaro    | centro             |     |
| Garbagna Novarese | San Michele Arcangelo                    | Garbagna Novarese | centro             |     |
| Nibbiola          | Maria Vergine Assunta                    | Nibbiola          | centro             |     |
| Terdobbiate       | Santi Giorgio Martire e Maurizio         | Terdobbiate       | centro             |     |
| Tornaco           | Santa Maria Maddalena                    | Tornaco           | centro             |     |
| Vespolate         | Santi Giovanni Battista ed Antonio abate | Vespolate         | centro             |     |

#### Unità pastorale di Trecate
| Parrocchia | Patrono                                       | Comune  | Frazione/Quartiere | Web |
| ---------- | --------------------------------------------- | ------- | ------------------ | --- |
| Trecate    | Assunzione della Beata Maria                  | Trecate | centro             |     |
| Cerano     | Natività della Beata Vergine Maria Santissima | Cerano  | centro             |     |
| Sozzago    | San Silvano Martire                           | Sozzago | centro             |     |

#### Unità pastorale di Galliate
| Parrocchia | Patrono                         | Comune    | Frazione/Quartiere | Web |
| ---------- | ------------------------------- | --------- | ------------------ | --- |
| Galliate   | Santi Pietro e Paolo Apostoli   | Galliate  | centro             |     |
| Cameri     | San Michele Arcangelo           | Cameri    | centro             |     |
| Romentino  | San Gaudenzio di Novara Vescovo | Romentino | centro             |     |

#### Unità pastorale di Oleggio
| Parrocchia             | Patrono                                | Comune              | Frazione/Quartiere | Web |
| ---------------------- | -------------------------------------- | ------------------- | ------------------ | --- |
| Oleggio                | Santi Pietro e Paolo Apostoli          | Oleggio             | centro             |     |
| Bedisco-Fornaci        | Santi Anna e Lorenzo Diacono e Martire | Oleggio             | Bedisco e Fornaci  |     |
| Bellinzago Novarese    | San Clemente Papa                      | Bellinzago Novarese | centro             |     |
| Divignano              | Santi Stefano e Rocco                  | Divignano           | centro             |     |
| Loreto d'Oleggio       | Santa Maria Assunta                    | Oleggio             | Loreto             |     |
| Marano Ticino          | San Giovanni Battista                  | Marano Ticino       | centro             |     |
| Mezzomerico            | Santi Filippo e Giacomo                | Mezzomerico         | centro             |     |
| San Giovanni d'Oleggio | San Giovanni                           | Oleggio             | San Giovanni       |     |

### Vicariato di Borgomanero-Arona

#### Unità pastorale del Ticino
| Parrocchia         | Patrono                      | Comune                   | Frazione/Quartiere | Web |
| ------------------ | ---------------------------- | ------------------------ | ------------------ | --- |
| Castelletto Ticino | Sant'Antonio Abate           | Castelletto sopra Ticino | centro             |     |
| Borgo Ticino       | Santa Maria Assunta          | Borgo Ticino             | centro             |     |
| Buzzurri           | Cuore Immacolato di Maria    | Castelletto sopra Ticino | Buzzurri           |     |
| Glisente           | Santi Ippolito ed Alessandro | Castelletto sopra Ticino | Glisente           |     |
| Pombia             | Santi Vincenzo e Maria       | Pombia                   | centro             |     |
| Varallo Pombia     | Santi Vincenzo e Anastasio   | Varallo Pombia           | centro             |     |

#### Unità pastorale di Arona
| Parrocchia       | Patrono                            | Comune           | Frazione/Quartiere | Web |
| ---------------- | ---------------------------------- | ---------------- | ------------------ | --- |
| Arona            | Natività della Beata Vergine Maria | Arona            | centro             |     |
| Dagnente         | San Giovanni Battista              | Arona            | Dagnente           |     |
| Dormelletto      | Santa Maria Assunta                | Dormelletto      | centro             |     |
| Mercurago        | San Giorgio Martire                | Arona            | Mercurago          |     |
| Montrigiasco     | San Giusto                         | Arona            | Montrigiasco       |     |
| Oleggio Castello | San Martino Vescovo                | Oleggio Castello | centro             |     |
| Paruzzaro        | Santi Marcello e Siro              | Paruzzaro        | centro             |     |

#### Unità pastorale di Borgomanero
| Parrocchia                    | Patrono                    | Comune      | Frazione/Quartiere       | Web |
| ----------------------------- | -------------------------- | ----------- | ------------------------ | --- |
| Borgomanero - duomo           | San Bartolomeo Apostolo    | Borgomanero | centro                   |     |
| Boca                          | San Gaudenzio Vescovo      | Boca        | centro                   |     |
| Cureggio                      | Santa Maria Assunta        | Cureggio    | centro                   |     |
| Maggiora                      | Spirito Santo              | Maggiora    | centro                   |     |
| San Marco di Borgomanero      | San Marco Evangelista      | Borgomanero | San Marco di Borgomanero |     |
| Santa Cristina di Borgomanero | Santa Cristina             | Borgomanero | Santa Cristina           |     |
| Santa Croce di Borgomanero    | Santa Croce                | Borgomanero | Santa Croce              |     |
| Santo Stefano di Borgomanero  | Santo Stefano Protomartire | Borgomanero | Santo Stefano            |     |
| Talonno                       | San Germano                | Invorio     | Talonno                  |     |
| Vergano                       | San Francesco d'Assisi     | Borgomanero | Vergano                  |     |

#### Unità pastorale di Suno-Momo
| Parrocchia        | Patrono                                     | Comune             | Frazione/Quartiere  | Web |
| ----------------- | ------------------------------------------- | ------------------ | ------------------- | --- |
| Suno              | Santissima Trinità                          | Suno               | centro              |     |
| Momo              | Natività della Beata Vergine Maria          | Momo               | centro              |     |
| Agnellengo        | Santi Nazario e Celso                       | Momo               | Agnellengo          |     |
| Alzate            | San Lorenzo Martire                         | Momo               | Alzate              |     |
| Bogogno           | Sant'Agnese                                 | Bogogno            | centro              |     |
| Baraggia          | Cuore Immacolato di Maria                   | Suno               | Baraggia            |     |
| Barengo           | Santa Maria Assunta                         | Barengo            | centro              |     |
| Caltignaga        | Santa Maria Assunta                         | Caltignaga         | centro              |     |
| Cavaglietto       | San Vittore                                 | Cavaglietto        | centro              |     |
| Cavaglio d'Agogna | San Mamante                                 | Cavaglio d'Agogna  | centro              |     |
| Cressa            | Santi Giulio e Amatore                      | Cressa             | centro              |     |
| Fontaneto         | Santa Maria Assunta                         | Fontaneto d'Agogna | centro              |     |
| Sologno-Morghengo | Santi Margherita e Martino                  | Caltignaga         | Sologno e Morghengo |     |
| Vaprio d'Agogna   | Santissima Annunziata e San Lorenzo Martire | Vaprio d'Agogna    | centro              |     |

#### Unità pastorale del Vergante
| Parrocchia          | Patrono                                   | Comune              | Frazione/Quartiere    | Web |
| ------------------- | ----------------------------------------- | ------------------- | --------------------- | --- |
| Lesa                | San Martino Vescovo                       | Lesa                | centro                |     |
| Belgirate           | Purificazione della Beata Vergine Maria   | Belgirate           | centro                |     |
| Brovello            | San Rocco                                 | Brovello-Carpugnino | Brovello              |     |
| Calogna-Comnago     | Santi Bartolomeo e Giulio                 | Lesa                | Calogna e Comnago     |     |
| Carpugnino-Stropino | Santi Donato e Grato                      | Brovello-Carpugnino | Carpugnino e Stropino |     |
| Colazza             | Immacolata Concezione di Maria Vergine    | Colazza             | centro                |     |
| Ghevio              | Santa Maria Assunta                       | Meina               | Ghevio                |     |
| Invorio             | Santi Pietro e Paolo                      | Invorio             | centro                |     |
| Invorio Superiore   | San Giacomo il Maggiore                   | Invorio             | Invorio Superiore     |     |
| Massino Visconti    | Purificazione della Beata Vergine Maria   | Massino Visconti    | centro                |     |
| Meina               | Santa Margherita Vergine e Martire        | Meina               | centro                |     |
| Nebbiuno            | San Giorgio Martire                       | Nebbiuno            | centro                |     |
| Pisano              | Sant'Eusebio                              | Pisano              | centro                |     |
| Solcio              | San Rocco                                 | Lesa                | Solcio                |     |
| Tapigliano-Fosseno  | Santi Leonardo ed Agata                   | Nebbiuno            | Tapigliano e Fosseno  |     |
| Villalesa           | Santi Giorgio Martire e Giovanni Battista | Lesa                | Villalesa             |     |

#### Unità pastorale di Gattico
| Parrocchia         | Patrono                    | Comune           | Frazione/Quartiere | Web |
| ------------------ | -------------------------- | ---------------- | ------------------ | --- |
| Gattico            | Santi Cosma e Damiano      | Gattico-Veruno   | Gattico            |     |
| Agrate Novarese    | San Vittore                | Agrate Conturbia | Agrate             |     |
| Comignago          | San Giovanni Battista      | Comignago        | centro             |     |
| Conturbia          | San Giorgio Martire        | Agrate Conturbia | Conturbia          |     |
| Maggiate Inferiore | Santi Nazario e Celso      | Gattico-Veruno   | Maggiate Inferiore |     |
| Maggiate Superiore | San Giacomo                | Gattico-Veruno   | Maggiate Superiore |     |
| Revislate          | Santo Stefano Protomartire | Gattico-Veruno   | Revislate          |     |
| Veruno             | Sant'Ilario                | Gattico-Veruno   | Veruno             |     |

#### Unità pastorale di Gozzano
| Parrocchia             | Patrono                                 | Comune                 | Frazione/Quartiere   | Web |
| ---------------------- | --------------------------------------- | ---------------------- | -------------------- | --- |
| Gozzano                | San Giuliano Diacono                    | Gozzano                | centro               |     |
| Alzo                   | San Giovanni Battista                   | Pella                  | Alzo                 |     |
| Ameno                  | Santa Maria Assunta                     | Ameno                  | centro               |     |
| Armeno                 | Santa Maria Assunta                     | Armeno                 | centro               |     |
| Artò                   | San Bernardino da Siena                 | Madonna del Sasso      | Artò                 |     |
| Auzate                 | San Biagio vescovo e martire            | Gozzano                | Auzate               |     |
| Baraggia               | Santa Maria Maddalena                   | Gozzano                | Baraggia             |     |
| Boleto                 | San Giacomo                             | Madonna del Sasso      | Boleto               |     |
| Bolzano Novarese       | San Giovanni Battista                   | Bolzano Novarese       | centro               |     |
| Briga Novarese         | San Giovanni Battista                   | Briga Novarese         | centro               |     |
| Bugnate                | Purificazione della Beata Vergine Maria | Gozzano                | Bugnate              |     |
| Carcegna               | San Pietro Apostolo                     | Miasino                | Carcegna             |     |
| Isola San Giulio       | San Giulio                              | Orta San Giulio        | Isola San Giulio     |     |
| Miasino                | San Rocco                               | Miasino                | centro               |     |
| Gargallo               | San Pietro Apostolo                     | Gargallo               | centro               |     |
| Orta                   | Santa Maria Assunta                     | Orta San Giulio        | Orta                 |     |
| Pella                  | Sant'Albino                             | Pella                  | centro               |     |
| Pisogno                | San Gottardo                            | Miasino                | Pisogno              |     |
| Pogno                  | San Pietro Apostolo                     | Pogno                  | centro               |     |
| San Maurizio d'Opaglio | San Maurizio                            | San Maurizio d'Opaglio | centro               |     |
| Soriso                 | San Giacomo                             | Soriso                 | centro               |     |
| Sovazza-Coiromonte     | Santi Cecilia e Giovanni Battista       | Armeno                 | Sovazza e Coiromonte |     |
| Vacciago               | Sant'Antonio Abate                      | Ameno                  | Vacciago             |     |

### Vicariato della Valsesia

#### Unità pastorale della Bassa Valsesia
| Parrocchia           | Patrono                      | Comune               | Frazione/Quartiere | Web |
| -------------------- | ---------------------------- | -------------------- | ------------------ | --- |
| Ghemme               | Santa Maria Assunta          | Ghemme               | centro             |     |
| Briona               | Sant'Alessandro              | Briona               | centro             |     |
| Carpignano Sesia     | Santa Maria Assunta          | Carpignano Sesia     | centro             |     |
| Castellazzo Novarese | Natività di Maria Santissima | Castellazzo Novarese | centro             |     |
| Fara Novarese        | San Pietro Apostolo          | Fara Novarese        | centro             |     |
| Mandello Vitta       | San Lorenzo Martire          | Mandello Vitta       | centro             |     |
| Sillavengo           | Santa Maria delle Grazie     | Sillavengo           | centro             |     |
| Sizzano              | San Vittore                  | Sizzano              | centro             |     |

#### Unità pastorale di Romagnano Sesia
| Parrocchia      | Patrono                             | Comune          | Frazione/Quartiere | Web |
| --------------- | ----------------------------------- | --------------- | ------------------ | --- |
| Romagnano Sesia | Santissima Annunziata e San Silvano | Romagnano Sesia | centro             |     |
| Ara             | Sant'Agata                          | Grignasco       | Ara                |     |
| Cavallirio      | San Gaudenzio di Novara             | Cavallirio      | centro             |     |
| Grignasco       | Santa Maria Assunta                 | Grignasco       | centro             |     |
| Prato Sesia     | San Bernardo                        | Prato Sesia     | centro             |     |

#### Unità pastorale di Borgosesia
| Parrocchia    | Patrono                                   | Comune           | Frazione/Quartiere | Web |
| ------------- | ----------------------------------------- | ---------------- | ------------------ | --- |
| Borgo Sesia   | Santi Pietro e Paolo                      | Borgosesia       | centro             |     |
| Agnona        | Annunciazione della Beata Vergine Maria   | Borgosesia       | Agnona             |     |
| Aranco        | Santa Croce                               | Borgosesia       | Aranco             |     |
| Bettole Sesia | Santo Nome di Maria                       | Borgosesia       | Bettole Sesia      |     |
| Cellio        | San Lorenzo Martire                       | Cellio con Breia | Cellio             |     |
| Foresto Sesia | San Giovanni Evangelista                  | Borgosesia       | Foresto Sesia      |     |
| Isolella      | Sant'Agata                                | Borgosesia       | Isolella           |     |
| Plello        | Santa Caterina                            | Borgosesia       | Plello             |     |
| Valduggia     | San Giorgio e Maria Vergine Assunta       | Valduggia        | centro             |     |
| Vanzone Sesia | Santi Giacomo e Maria Assunta             | Borgosesia       | Vanzone Sesia      |     |
| Zuccaro       | Santi Andrea Apostolo e Gaudenzio Vescovo | Valduggia        | Zuccaro            |     |

#### Unità pastorale dell'Alta Valsesia
| Parrocchia          | Patrono                                 | Comune                    | Frazione/Quartiere | Web |
| ------------------- | --------------------------------------- | ------------------------- | ------------------ | --- |
| Varallo Sesia       | San Gaudenzio Vescovo                   | Varallo                   | centro             |     |
| Alagna Valsesia     | San Giovanni Battista                   | Alagna Valsesia           | centro             |     |
| Balmuccia           | Santa Margherita                        | Balmuccia                 | centro             |     |
| Boccioleto-Fervento | Santi Pietro, Paolo ed Antonio Abate    | Boccioleto                | centro e Fervento  |     |
| Camasco-Morondo     | Santi Bernardo di Aosta e Antonio abate | Varallo                   | Camasco e Morondo  |     |
| Campertogno         | San Giacomo Maggiore                    | Campertogno               | centro             |     |
| Cervarolo           | San Michele Arcangelo                   | Varallo                   | Cervarolo          |     |
| Civiasco            | San Gottardo                            | Civiasco                  | centro             |     |
| Cravagliana         | Santa Maria Assunta                     | Cravagliana               | centro             |     |
| Crevola Sesia       | San Lorenzo Martire                     | Varallo                   | Crevola Sesia      |     |
| Doccio              | San Bononio Abate                       | Quarona                   | Doccio             |     |
| Fobello-Cervatto    | Santi Giacomo il Maggiore e Rocco       | Fobello e Cervatto        | centro e centro    |     |
| Locarno Sesia       | San Dionigi                             | Varallo                   | Locarno Sesia      |     |
| Mollia              | Santi Giovanni Battista e Giuseppe      | Mollia                    | centro             |     |
| Morca               | Santi Lorenzo e Maria Maddalena         | Varallo                   | Morca              |     |
| Piode               | Santo Stefano Protomartire              | Piode                     | centro             |     |
| Quarona             | Sant'Antonio Abate                      | Quarona                   | centro             |     |
| Rassa               | Santa Croce                             | Rassa                     | centro             |     |
| Rimasco             | San Giacomo                             | Alto Sermenza e Carcoforo | Rimasco e centro   |     |
| Rimella             | San Michele Arcangelo                   | Rimella                   | centro             |     |
| Riva Valdobbia      | San Michele Arcangelo                   | Alagna Valsesia           | Riva Valdobbia     |     |
| Roccapietra         | San Martino Vescovo                     | Varallo                   | Roccapietra        |     |
| Rossa               | Santa Maria Assunta                     | Rossa                     | centro             |     |
| Sabbia-Brugaro      | Santi Giovanni Battista e Antonio abate | Varallo e Cravagliana     | Sabbia e Brugaro   |     |
| Scopa               | San Bartolomeo Apostolo                 | Scopa                     | centro             |     |
| Scopello            | Santa Maria Assunta                     | Scopello                  | centro             |     |
| Vocca               | San Maurizio                            | Vocca                     | centro             |     |

### Vicariato dei Laghi

#### Unità pastorale di Omegna
| Parrocchia                         | Parrocchie Originarie | Patrono                                                | Comune       | Frazione/Quartiere | Web |
| ---------------------------------- | --------------------- | ------------------------------------------------------ | ------------ | ------------------ | --- |
| Omegna-Crusinallo-Germagno         | Omegna                | Sant'Ambrogio di Milano Vescovo e Dottore della Chiesa | Omegna       | centro             |     |
| Omegna-Crusinallo-Germagno         | Crusinallo            | San Gaudenzio di Novara Vescovo                        | Omegna       | Crusinallo         |     |
| Omegna-Crusinallo-Germagno         | Germagno              | San Bartolomeo Apostolo                                | Germagno     | centro             |     |
| Bagnella                           | -                     | San Bernardino da Siena                                | Omegna       | Bagnella           |     |
| Cireggio-Quarna Sopra-Quarna Sotto | Cireggio              | Santa Maria Assunta                                    | Omegna       | Cireggio           |     |
| Cireggio-Quarna Sopra-Quarna Sotto | Quarna Sopra          | Santo Stefano Protomartire                             | Quarna Sopra | centro             |     |
| Cireggio-Quarna Sopra-Quarna Sotto | Quarna Sotto          | San Nicolò Vescovo                                     | Quarna Sotto | centro             |     |
| Cesara-Grassona-Arola              | Cesara                | San Clemente Papa                                      | Cesara       | centro             |     |
| Cesara-Grassona-Arola              | Grassona              | Santi Pietro e Paolo Apostoli                          | Cesara       | Grassona           |     |
| Cesara-Grassona-Arola              | Arola                 | San Bartolomeo Apostolo                                | Arola        | centro             |     |
| Nonio-Brolo                        | Nonio                 | San Biagio di Sebaste Vescovo e Martire                | Nonio        | centro             |     |
| Nonio-Brolo                        | Brolo                 | Sant'Antonio                                           | Nonio        | Brolo              |     |
| Pettenasco-Agrano                  | Pettenasco            | Santa Caterina                                         | Pettenasco   | centro             |     |
| Pettenasco-Agrano                  | Agrano                | San Maiolo                                             | Omegna       | Agrano             |     |
| Massiola-Sambughetto               | Massiola              | Santa Maria Assunta                                    | Massiola     | centro             |     |
| Massiola-Sambughetto               | Sambughetto           | San Lorenzo Martire                                    | Valstrona    | Sambughetto        |     |
| Luzzogno-Chesio                    | Luzzogno              | San Giacomo                                            | Valstrona    | Luzzogno           |     |
| Luzzogno-Chesio                    | Chesio                | San Rocco                                              | Loreglia     | Chesio             |     |
| Loreglia                           | -                     | San Gottardo                                           | Loreglia     | centro             |     |

#### Unità pastorale di Gravellona Toce
| Parrocchia                                              | Parrocchie Originarie           | Patrono                                 | Comune             | Frazione/Quartiere                 | Web |
| ------------------------------------------------------- | ------------------------------- | --------------------------------------- | ------------------ | ---------------------------------- | --- |
| Gravellona Toce                                         | -                               | San Pietro Apostolo                     | Gravellona Toce    | centro                             |     |
| Stresa-Carciano-Brisino-Magognino-Levo-Campino/Someraro | Stresa                          | Santi Ambrogio e Theodulo               | Stresa             | centro                             |     |
| Stresa-Carciano-Brisino-Magognino-Levo-Campino/Someraro | Carciano                        | Santi Giuseppe e Biagio                 | Stresa             | Carciano                           |     |
| Stresa-Carciano-Brisino-Magognino-Levo-Campino/Someraro | Brisino                         | Santissima Trinità                      | Stresa             | Brisino                            |     |
| Stresa-Carciano-Brisino-Magognino-Levo-Campino/Someraro | Magognino                       | Sant'Albino                             | Stresa             | Magognino                          |     |
| Stresa-Carciano-Brisino-Magognino-Levo-Campino/Someraro | Levo                            | Santa Maria Assunta                     | Stresa             | Levo                               |     |
| Stresa-Carciano-Brisino-Magognino-Levo-Campino/Someraro | Campino/Someraro                | Santi Grato e Bernardo                  | Stresa             | Campino e Someraro                 |     |
| Gignese-Vezzo-Nocco                                     | Gignese                         | San Maurizio                            | Gignese            | centro                             |     |
| Gignese-Vezzo-Nocco                                     | Vezzo                           | Santi Giovanni e Paolo                  | Gignese            | Vezzo                              |     |
| Gignese-Vezzo-Nocco                                     | Nocco                           | Santo Stefano Protomartire              | Gignese            | Nocco                              |     |
| Baveno-Feriolo-Oltrefiume-Isola Pescatori/Isola Bella   | Baveno                          | Santi Gervasio e Protasio               | Baveno             | centro                             |     |
| Baveno-Feriolo-Oltrefiume-Isola Pescatori/Isola Bella   | Feriolo                         | San Carlo Borromeo                      | Baveno             | Feriolo                            |     |
| Baveno-Feriolo-Oltrefiume-Isola Pescatori/Isola Bella   | Oltrefiume                      | San Pietro Martire                      | Baveno             | Oltrefiume                         |     |
| Baveno-Feriolo-Oltrefiume-Isola Pescatori/Isola Bella   | Isola dei Pescatori/Isola Bella | San Vittore                             | Stresa             | Isola dei Pescatori ed Isola Bella |     |
| Casale Corte Cerro-Ramate-Montebuglio                   | Casale Corte Cerro              | San Giorgio Martire                     | Casale Corte Cerro | centro                             |     |
| Casale Corte Cerro-Ramate-Montebuglio                   | Ramate                          | Santi Anna e Lorenzo                    | Casale Corte Cerro | Ramate                             |     |
| Casale Corte Cerro-Ramate-Montebuglio                   | Montebuglio                     | San Tommaso Apostolo                    | Casale Corte Cerro | Montebuglio                        |     |
| Granerolo                                               | -                               | San Giulio                              | Gravellona Toce    | Granerolo                          |     |
| Ornavasso-Migiandone                                    | Ornavasso                       | San Nicolò Vescovo                      | Ornavasso          | centro                             |     |
| Ornavasso-Migiandone                                    | Migiandone                      | Sant'Ambrogio                           | Ornavasso          | centro                             |     |
| Mergozzo-Albo-Bracchio                                  | Mergozzo                        | Santa Maria Assunta                     | Mergozzo           | centro                             |     |
| Mergozzo-Albo-Bracchio                                  | Albo                            | Annunciazione della Beata Vergine Maria | Mergozzo           | Albo                               |     |
| Mergozzo-Albo-Bracchio                                  | Bracchio                        | San Carlo Borromeo                      | Mergozzo           | Bracchio                           |     |

#### Unità pastorale di Verbania
| Parrocchia                                                                      | Parrocchie Originarie                  | Patrono                                 | Comune                 | Frazione/Quartiere       | Web |
| ------------------------------------------------------------------------------- | -------------------------------------- | --------------------------------------- | ---------------------- | ------------------------ | --- |
| Intra "San Vittore"                                                             | -                                      | San Vittore                             | Verbania               | Intra                    |     |
| Intra "Maria Ausiliatrice"                                                      | -                                      | Santa Maria Ausiliatrice                | Verbania               | Intra                    |     |
| Fondotoce                                                                       | -                                      | Beata Vergine Addolorata                | Verbania               | Fondotoce                |     |
| Suna                                                                            | -                                      | Santa Lucia Vergine e Martire           | Verbania               | Suna                     |     |
| Pallanza "San Leonardo"-Pallanza "Santo Stefano"                                | Pallanza "San Leonardo"                | San Leonardo Abate                      | Verbania               | Pallanza                 |     |
| Pallanza "San Leonardo"-Pallanza "Santo Stefano"                                | Pallanza "Santo Stefano"               | Santo Stefano Protomartire              | Verbania               | Pallanza                 |     |
| Pallanza “Madonna di Campagna”-Pallanza “Immacolata e san Bernardino”-Cavandone | Pallanza "Madonna di Campagna"         | Beata Vergine Maria                     | Verbania               | Pallanza                 |     |
| Pallanza “Madonna di Campagna”-Pallanza “Immacolata e san Bernardino”-Cavandone | Pallanza "Immacolata e San Bernardino" | Immacolata e San Bernardino             | Verbania               | Intra                    |     |
| Pallanza “Madonna di Campagna”-Pallanza “Immacolata e san Bernardino”-Cavandone | Cavandone                              | Natività di Maria Vergine               | Verbania               | Cavandone                |     |
| Renco-Unchio                                                                    | Renco                                  | Beata Vergine Addolorata                | Verbania               | Renco                    |     |
| Renco-Unchio                                                                    | Unchio                                 | San Rocco                               | Verbania               | Unchio                   |     |
| Trobaso-Cossogno-Caprezzo                                                       | Trobaso                                | San Pietro Apostolo                     | Verbania               | Trobaso                  |     |
| Trobaso-Cossogno-Caprezzo                                                       | Cossogno                               | San Brizio                              | Cossogno               | centro                   |     |
| Trobaso-Cossogno-Caprezzo                                                       | Caprezzo                               | San Bartolomeo Apostolo                 | Caprezzo               | centro                   |     |
| Zoverallo                                                                       | -                                      | San Giorgio Martire                     | Verbania               | Zoverallo                |     |
| Biganzolo                                                                       | -                                      | San Marco Evangelista                   | Verbania               | Biganzolo                |     |
| Bieno-Rovegro-Santino                                                           | Bieno                                  | Purificazione della Beata Vergine Maria | San Bernardino Verbano | Bieno                    |     |
| Bieno-Rovegro-Santino                                                           | Rovegro                                | San Gaudenzio                           | San Bernardino Verbano | Rovegro                  |     |
| Bieno-Rovegro-Santino                                                           | Santino                                | Sant'Antonio Abate                      | San Bernardino Verbano | Santino                  |     |
| Miazzina                                                                        | -                                      | Santa Lucia Vergine e Martire           | Miazzina               | centro                   |     |
| Vignone                                                                         | -                                      | San Martino Vescovo                     | Vignone                | centro                   |     |
| Arizzano                                                                        | -                                      | San Bernardo di Aosta                   | Arizzano               | centro                   |     |
| Aurano-Cambiasca-Intragna                                                       | Aurano/Scareno                         | Santi Matteo e Michele                  | Aurano                 | centro                   |     |
| Aurano-Cambiasca-Intragna                                                       | Cambiasca                              | San Gregorio Magno                      | Cambiasca              | centro                   |     |
| Aurano-Cambiasca-Intragna                                                       | Intragna                               | San Giacomo                             | Intragna               | centro                   |     |
| Premeno-Esio-Bee                                                                | Premeno                                | Santa Margherita Vergine e Martire      | Premeno                | centro                   |     |
| Premeno-Esio-Bee                                                                | Esio                                   | Sant'Andrea Apostolo                    | Premeno                | Esio                     |     |
| Premeno-Esio-Bee                                                                | Bee                                    | Santa Croce                             | Bee                    | centro                   |     |
| Ghiffa-San Maurizio-Cargiago                                                    | Ghiffa                                 | Santa Croce                             | Ghiffa                 | centro                   |     |
| Ghiffa-San Maurizio-Cargiago                                                    | San Maurizio della Costa               | San Maurizio                            | Ghiffa                 | San Maurizio della Costa |     |
| Ghiffa-San Maurizio-Cargiago                                                    | Cargiago                               | San Lorenzo Martire                     | Ghiffa                 | Cargiago                 |     |
| Oggebbio                                                                        | -                                      | San Pietro Apostolo                     | Oggebbio               | centro                   |     |

#### Unità pastorale di Cannobio
| Parrocchia                                                                        | Parrocchie Originarie  | Patrono                                            | Comune           | Frazione/Quartiere        | Web |
| --------------------------------------------------------------------------------- | ---------------------- | -------------------------------------------------- | ---------------- | ------------------------- | --- |
| Sant'Agata-San Bartolomeo                                                         | Sant'Agata             | Sant'Agata                                         | Cannobio         | Sant'Agata sopra Cannobio |     |
| Sant'Agata-San Bartolomeo                                                         | San Bartolomeo Valmara | Santissima Annunciazione e San Bartolomeo Apostolo | Cannobio         | San Bartolomeo Valmara    |     |
| Cannobio-Traffiume-Gurro-Falmenta-Crealla-Cursolo/Orasso-Spoccia-Cavaglio/Gurrone | Cannobio               | San Vittore                                        | Cannobio         | centro                    |     |
| Cannobio-Traffiume-Gurro-Falmenta-Crealla-Cursolo/Orasso-Spoccia-Cavaglio/Gurrone | Traffiume              | Purificazione della Beata Vergine Maria            | Cannobio         | Traffiume                 |     |
| Cannobio-Traffiume-Gurro-Falmenta-Crealla-Cursolo/Orasso-Spoccia-Cavaglio/Gurrone | Gurro                  | Natività della Beata Vergine Maria                 | Gurro            | centro                    |     |
| Cannobio-Traffiume-Gurro-Falmenta-Crealla-Cursolo/Orasso-Spoccia-Cavaglio/Gurrone | Falmenta               | San Lorenzo Martire                                | Valle Cannobina  | Falmenta                  |     |
| Cannobio-Traffiume-Gurro-Falmenta-Crealla-Cursolo/Orasso-Spoccia-Cavaglio/Gurrone | Crealla                | San Pietro Apostolo                                | Valle Cannobina  | Crealla                   |     |
| Cannobio-Traffiume-Gurro-Falmenta-Crealla-Cursolo/Orasso-Spoccia-Cavaglio/Gurrone | Cursolo/Orasso         | Santi Antonio Abate e Materno                      | Valle Cannobina  | Cursolo e Orasso          |     |
| Cannobio-Traffiume-Gurro-Falmenta-Crealla-Cursolo/Orasso-Spoccia-Cavaglio/Gurrone | Spoccia                | Santa Maria Maddalena                              | Valle Cannobina  | Spoccia                   |     |
| Cannobio-Traffiume-Gurro-Falmenta-Crealla-Cursolo/Orasso-Spoccia-Cavaglio/Gurrone | Cavaglio/Gurrone       | Santi Donnino e Maria Assunta                      | Valle Cannobina  | Cavaglio e Gurrone        |     |
| Cannero Riviera                                                                   | -                      | San Giorgio Martire                                | Cannero Riviera  | centro                    |     |
| Trarego/Viggiona                                                                  | -                      | Santi Martino e Maurizio                           | Trarego Viggiona | Trarego e Viggiona        |     |

### Vicariato dell'Ossola

#### Unità pastorale di Domodossola
| Parrocchia                                | Parrocchie Originarie | Patrono                                     | Comune         | Frazione/Quartiere | Web |
| ----------------------------------------- | --------------------- | ------------------------------------------- | -------------- | ------------------ | --- |
| Domodossola-Cisore-Monteossolano-Bognanco | Domodossola           | Santi Gervasio e Protasio                   | Domodossola    | centro             |     |
| Domodossola-Cisore-Monteossolano-Bognanco | Cisore                | Sant'Andrea Apostolo                        | Domodossola    | Cisore             |     |
| Domodossola-Cisore-Monteossolano-Bognanco | Monteossolano         | San Gottardo di Hildesheim                  | Domodossola    | Monteossolano      |     |
| Domodossola-Cisore-Monteossolano-Bognanco | Bognanco              | San Lorenzo Martire                         | Bognanco       | centro             |     |
| La Cappuccina                             | -                     | Sant'Antonio di Padova                      | Domodossola    | La Cappuccina      |     |
| Badulerio                                 | -                     | Santi Maria Assunta ed Agostino             | Domodossola    | Badulerio          |     |
| Vagna                                     | Vagna                 | San Brizio                                  | Domodossola    | Vagna              |     |
| Vagna                                     | Piano di Vagna        | Santa Maria Ausiliatrice                    | Domodossola    | Piano di Vagna     |     |
| Calice                                    | -                     | Sacro Cuore di Gesù e San Quirico           | Domodossola    | Calice             |     |
| Crevoladossola-Preglia                    | Crevoladossola        | Santi Pietro e Paolo                        | Crevoladossola | centro             |     |
| Crevoladossola-Preglia                    | Preglia               | Santi Stefano Protomartire ed Antonio abate | Crevoladossola | Preglia            |     |
| Oira-Croveo-Cravegna                      | Oira                  | San Mattia                                  | Crevoladossola | Oira               |     |
| Oira-Croveo-Cravegna                      | Croveo                | Santa Maria Nascente                        | Crevoladossola | Croveo             |     |
| Oira-Croveo-Cravegna                      | Cravegna              | San Giulio                                  | Crodo          | Cravegna           |     |
| Baceno-Crodo-Mozzio/Viceno                | Baceno                | San Gaudenzio Vescovo                       | Baceno         | centro             |     |
| Baceno-Crodo-Mozzio/Viceno                | Crodo                 | Santo Stefano Protomartire                  | Crodo          | centro             |     |
| Baceno-Crodo-Mozzio/Viceno                | Mozzio/Viceno         | Santi Giacomo e Rocco                       | Crodo          | Mozzio e Viceno    |     |
| Varzo-Trasquera                           | Varzo                 | San Giorgio Martire                         | Varzo          | centro             |     |
| Varzo-Trasquera                           | Trasquera             | Santi Gervasio e Protasio                   | Trasquera      | centro             |     |
| Montecrestese                             | -                     | Santa Maria Assunta                         | Montecrestese  | centro             |     |
| Masera-Trontano                           | Masera                | San Martino Vescovo                         | Masera         | centro             |     |
| Masera-Trontano                           | Trontano              | Natività di Maria Vergine                   | Trontano       | centro             |     |
| Formazza-Premia-San Rocco                 | Formazza              | Santi Bernardo e Carlo                      | Formazza       | centro             |     |
| Formazza-Premia-San Rocco                 | Premia                | San Michele Arcangelo                       | Premia         | centro             |     |
| Formazza-Premia-San Rocco                 | San Rocco di Premia   | San Rocco                                   | Premia         | San Rocco          |     |

#### Unità pastorale di Villadossola
| Parrocchia                                                                | Parrocchie originarie | Patrono                            | Comune                | Frazione/Quartiere | Web |
| ------------------------------------------------------------------------- | --------------------- | ---------------------------------- | --------------------- | ------------------ | --- |
| Villadossola-Noga-Villaggio Sisma-Antrona Schieranco-Seppiana-Montescheno | Villadossola          | San Bartolomeo Apostolo            | Villadossola          | centro             |     |
| Villadossola-Noga-Villaggio Sisma-Antrona Schieranco-Seppiana-Montescheno | Noga                  | Beata Vergine del Rosario          | Villadossola          | Noga               |     |
| Villadossola-Noga-Villaggio Sisma-Antrona Schieranco-Seppiana-Montescheno | Villaggio Sisma       | San Giuseppe                       | Villadossola          | Villaggio Sisma    |     |
| Villadossola-Noga-Villaggio Sisma-Antrona Schieranco-Seppiana-Montescheno | Antrona Schieranco    | San Lorenzo Martire                | Antrona Schieranco    | centro             |     |
| Villadossola-Noga-Villaggio Sisma-Antrona Schieranco-Seppiana-Montescheno | Seppiana              | Sant'Ambrogio                      | Borgomezzavalle       | Seppiana           |     |
| Villadossola-Noga-Villaggio Sisma-Antrona Schieranco-Seppiana-Montescheno | Montescheno           | Santi Giovanni e Carlo             | Montescheno           | centro             |     |
| Beura-Cuzzego-Cardezza-Prata-Cosasca                                      | Beura                 | San Giorgio Martire                | Beura-Cardezza        | Beura              |     |
| Beura-Cuzzego-Cardezza-Prata-Cosasca                                      | Cuzzego               | San Giovanni Battista              | Beura-Cardezza        | Cuzzego            |     |
| Beura-Cuzzego-Cardezza-Prata-Cosasca                                      | Cardezza              | Sant'Antonio Abate                 | Beura-Cardezza        | Cardezza           |     |
| Beura-Cuzzego-Cardezza-Prata-Cosasca                                      | Prata                 | Santi Giovanni e Bernardo di Aosta | Vogogna               | Prata              |     |
| Beura-Cuzzego-Cardezza-Prata-Cosasca                                      | Cosasca               | San Giuseppe                       | Trontano              | Cosasca            |     |
| Pallanzeno-Viganella                                                      | Pallanzeno            | San Pietro Apostolo                | Pallanzeno            | centro             |     |
| Pallanzeno-Viganella                                                      | Viganella             | Santa Maria Nascente               | Borgomezzavalle       | Viganella          |     |
| Macugnaga-Ceppo Morelli                                                   | Macugnaga             | Santi Maria Assunta e Giuseppe     | Macugnaga             | Staffa             |     |
| Macugnaga-Ceppo Morelli                                                   | Ceppo Morelli         | San Giovanni Battista              | Ceppo Morelli         | centro             |     |
| Vanzone-San Carlo                                                         | Vanzone               | Santa Caterina                     | Vanzone con San Carlo | Vanzone            |     |
| Vanzone-San Carlo                                                         | San Carlo             | San Carlo Borromeo                 | Vanzone con San Carlo | San Carlo          |     |
| Bannio-Anzino-Pontegrande                                                 | Bannio                | San Bartolomeo Apostolo            | Bannio Anzino         | Bannio             |     |
| Bannio-Anzino-Pontegrande                                                 | Anzino                | San Bernardino da Siena            | Bannio Anzino         | Anzino             |     |
| Bannio-Anzino-Pontegrande                                                 | Pontegrande           | Santi Pietro e Paolo               | Bannio Anzino         | Pontegrande        |     |
| Calasca-Castiglione                                                       | Calasca               | Sant'Antonio Abate                 | Calasca-Castiglione   | Calasca            |     |
| Calasca-Castiglione                                                       | Castiglione           | San Gottardo di Hildesheim         | Calasca-Castiglione   | Castiglione        |     |
| Anzola d'Ossola-Pieve Vergonte-Megolo-Piedimulera-Cimamulera              | Anzola d'Ossola       | San Tommaso Apostolo               | Anzola d'Ossola       | centro             |     |
| Anzola d'Ossola-Pieve Vergonte-Megolo-Piedimulera-Cimamulera              | Pieve Vergonte        | Santi Vincenzo ed Anastasio        | Pieve Vergonte        | centro             |     |
| Anzola d'Ossola-Pieve Vergonte-Megolo-Piedimulera-Cimamulera              | Megolo                | San Lorenzo Martire                | Pieve Vergonte        | Megolo             |     |
| Anzola d'Ossola-Pieve Vergonte-Megolo-Piedimulera-Cimamulera              | Piedimulera           | Santi Giorgio e Antonio            | Piedimulera           | centro             |     |
| Anzola d'Ossola-Pieve Vergonte-Megolo-Piedimulera-Cimamulera              | Cimamulera            | Sant'Antonio Abate                 | Piedimulera           | Cimamulera         |     |
| Premosello-Cuzzago                                                        | Premosello            | Santa Maria Assunta                | Premosello-Chiovenda  | centro             |     |
| Premosello-Cuzzago                                                        | Cuzzago               | San Martino Vescovo                | Premosello-Chiovenda  | Cuzzago            |     |
| Vogogna                                                                   | -                     | Sacro Cuore di Gesù                | Vogogna               | centro             |     |

#### Unità pastorale della Val Vigezzo
| Parrocchia                                     | Parrocchie Originarie | Patrono                                       | Comune               | Frazione/Quartiere | Web |
| ---------------------------------------------- | --------------------- | --------------------------------------------- | -------------------- | ------------------ | --- |
| Malesco-Craveggia-Finero-Zornasco              | Malesco               | Santi Pietro e Paolo                          | Malesco              | centro             |     |
| Malesco-Craveggia-Finero-Zornasco              | Craveggia             | Santi Giacomo e Cristoforo                    | Craveggia            | centro             |     |
| Malesco-Craveggia-Finero-Zornasco              | Finero                | San Gottardo di Hildesheim                    | Malesco              | Finero             |     |
| Malesco-Craveggia-Finero-Zornasco              | Zornasco              | San Bernardo                                  | Malesco              | Zornasco           |     |
| Santa Maria Maggiore-Villette-Re-Olgia/Dissimo | Santa Maria Maggiore  | Santa Maria Assunta                           | Santa Maria Maggiore | centro             |     |
| Santa Maria Maggiore-Villette-Re-Olgia/Dissimo | Villette              | San Bartolomeo Apostolo                       | Villette             | Gagliago           |     |
| Santa Maria Maggiore-Villette-Re-Olgia/Dissimo | Re                    | San Maurizio                                  | Re                   | centro             |     |
| Santa Maria Maggiore-Villette-Re-Olgia/Dissimo | Olgia/Dissimo         | Visitazione di Maria Vergine e Santa Caterina | Re                   | Olgia e Dissimo    |     |
| Toceno-Druogno-Coimo                           | Toceno                | Sant'Antonio Abate                            | Toceno               | centro             |     |
| Toceno-Druogno-Coimo                           | Druogno               | San Silvestro Papa                            | Druogno              | centro             |     |
| Toceno-Druogno-Coimo                           | Coimo                 | Sant'Ambrogio                                 | Druogno              | Coimo              |     |
| Vocogno                                        | -                     | Santa Caterina                                | Craveggia            | Vocogno            |     |